# 신문예
《신문예(新文藝)》는 1980년에 창간된 대한민국의 종합 문예지이다. 월간 신문예 출판사가 주관하고 있으며, '신문예 신인문학상'이 제정되어 있다. 2012년 현재 발행인은 문학박사 지은경이다. 하이데거문학상 본상과 하유상문학상 본상을 주관하고 유명 시인과 작가들을 배출하고 있다.